# Tall Ahmar (Dżabal Siman)
Tall Ahmar (arab. تل أحمر) – wieś w Syrii, w muhafazie Aleppo, w dystrykcie Dżabal Siman. W 2004 roku liczyła 54 mieszkańców.